# Chris Cohen
Christopher David Cohen (nascido em 5 de Março de 1987) é um ex-jogador profissional do futebol inglês.
Ele era um meio-campista e era capaz de jogar no centro ou na esquerda e como lateral-esquerdo. Durante seu tempo no Nottingham Forest, Cohen era conhecido por seu estilo de jogo vigoroso e pela consistência de suas performances, que lhe renderam vários prêmios de jogador da temporada.
Cohen começou sua carreira no West Ham United, em 2003. Ele se juntou ao Yeovil Town por empréstimo de 2005 até 2006 e assinou com o clube permanentemente em 2006, antes de se mudar para o Nottingham Forest no verão de 2007.

## Carreira

### Primeiros anos
Nascido em Norwich, Norfolk, Cohen frequentou a Escola William Edwards, Stifford Clays, Grays, Essex, onde ele jogou ao lado de Max Porter no time de futebol da escola.

### West Ham United
Cohen era das divisões de base do West Ham United e foi observado enquanto jogava em um clube de futebol amador aos seis anos de idade. Cohen fez sua estréia na equipe principal do West Ham durante a temporada 2003-04. Ele fez sua estreia aos 16 anos, na vitória do West Ham por 3 a 2 sobre o Sunderland em 13 de dezembro de 2003, o que o tornou o jogador mais jovem a aparecer pelo time principal do West Ham. Ele jogou mais seis vezes naquela temporada e fez 14 aparições na liga e na copa na temporada seguinte.

### Yeovil Town
O West Ham retornou à Premier League na temporada 2005-06 e Cohen encontrou dificuldades de participar da equipe. Depois de um único jogo na Copa da Liga pelo clube em setembro, ele foi para o Yeovil Town da League One em um empréstimo de um mês em novembro de 2005. O acordo foi estendido até o final da temporada, durante a janela de transferências de janeiro. Cohen terminou a temporada com 31 jogos e um gol pelo Yeovil. 
Cohen se juntou ao clube de forma permanente em um contrato de dois anos em 28 de junho de 2006. Após a saída de Yeovil da FA Cup contra o Rushden e Diamonds, o técnico Russell Slade isentou Cohen das críticas, elogiando seu desempenho. Slade disse que faria todo o possível para manter Cohen no Yeovil, dizendo que o clube havia recebido uma proposta do Nottingham Forest em janeiro de 2007.
No final da temporada 2006-07, ele ganhou dois prêmios de Jogador do Ano do Yeovil. Ele fez 81 jogos no Yeovil marcando oito gols.

### Nottingham Forest
Em um acordo de 1,2 milhões de libras, Cohen mudou-se para o Nottingham Forest, da League One, em 6 de julho de 2007, assinando um contrato de quatro anos.
Ele perdeu o início da temporada 2007-08 devido a uma lesão, mas se recuperou e estreou na vitória do Forest por 2-0 em Port Vale em outubro, ele se saiu muito bem e contribuiu significativamente para o primeiro gol e foi elogiado pelo técnico Colin Calderwood. Ele ajudou o Forest a conseguir uma série invicta de oito jogos para colocá-los em segundo lugar no campeonato no Natal de 2008, incluindo uma exibição influente na vitória por 3-0 em Cheltenham Town. Ele conseguiu seu primeiro gol pelo clube, empatando apenas três minutos depois de sair do banco na vitória por 2 a 1 de Forest sobre o Huddersfield Town. Cohen foi um jogador titular regular no Forest em sua primeira temporada no clube, não jogando apenas os cinco primeiros jogos da temporada. Ele ajudou o clube a ganhar a promoção automática para a Segunda Divisão como vice-campeão da Liga.

Na temporada 2008-2009, Cohen continuou a impressionar com exibições consistentes e foi elogiado pelo treinador do Charlton, Alan Pardew, após um empate de 0-0. Em maio de 2009, Cohen foi recompensado com um novo contrato de quatro anos até 2013.

"Deixar o clube não me agrada, nunca agradou. Os jogadores às vezes fazem isso e sendo justos com eles, não há certo e errado. Mas para mim, trata-se de jogar 500 ou 600 jogos com o mesmo clube. Isso é algo que espero conseguir aqui. Veja como Wes é lembrado por seu tempo aqui. É assim que quero ser lembrado. Todo mundo tem suas próprias decisões a tomar. Mas eu amo estar na cidade e sair não faria qualquer sentido para mim ".–  Cohen, sobre ficar no Forest o maior tempo possível.

Em uma partida de derby de East Midlands entre Nottingham Forest e Derby County, Cohen sofreu uma lesão no ligamento do joelho e ficou fora durante um ano. Cohen fez sua primeira partida pelo Nottingham Forest desde a terrível contusão na partida da Copa da Liga, em 28 de agosto de 2012. 
Cohen assinou um novo contrato com o Forest em 8 de outubro, mantendo-o no clube até 2016. Após a assinatura, ele afirmou que planeja fazer mais de 500 jogos no clube.
Cohen foi eleito o Jogador da Época na temporada 2012-2013 pelos torcedores do Forest. O meia com 26 anos de idade tornou-se capitão do clube em 31 de julho de 2013, sucedendo Danny Collins. Ele teve um impacto imediato como capitão, já que ele foi uma parte importante no primeiro gol do Forest na temporada 2013-14 contra o Huddersfield. Cohen sofreu mais uma lesão, depois de um empate em 1 a 1 com o Burnley no City Ground em 23 de novembro de 2013. Cohen saiu mancando do jogo e foi posteriormente confirmado que ele havia sofrido um dano nos ligamentos cruzados, que determinou que ele estaria fora no resto da temporada.

Em 11 de julho de 2014, o então treinador do Forest, Stuart Pearce, confirmou que Cohen permaneceria como capitão sob sua gestão, afirmando que ele era "tudo o que você desejaria como capitão". Cohen foi titular nos seis primeiros jogos da Liga do Forest sob o comando de Pearce, mas foi teve que sair de campo devido a uma lesão aos 15 minutos do segundo tempo contra o rival, Derby County. Em 14 de setembro de 2014, após a avaliação da lesão, Cohen ficou de fora por nove meses. sua terceira lesão grave no joelho em três anos.

"Tem sido uma temporada louca. Chegamos tão perto da Premier League algumas vezes e eu tive que voltar de contusões. A quantidade de apoio que eu tive do clube, especialmente do presidente, fez com que eu quisesse ficar ... sinto que estou treinando muito bem, ficando mais forte a cada semana e estou esperando pela minha oportunidade para voltar ao time." - Cohen, ao assinar uma prorrogação de um ano em seu contrato.

Tendo perdido quinze meses de futebol, Cohen finalmente retornou ao time titular em 2 de janeiro de 2016, quando substituiu Jack Hobbs aos 86 minutos de um empate em 1 a 1 com o Charlton Athletic. Cohen começou o próximo jogo do Forest na lateral esquerda; uma vitória em casa na FA Cup sobre o Queens Park Rangers em dia 9 de janeiro. Em 17 de fevereiro, ele assinou uma prorrogação de um ano em seu contrato, que deveria expirar no verão de 2016. Em 7 de maio de 2016, Cohen fez seu 250ª jogo na liga pelo Nottingham Forest e marcou o gol na vitória de 2- 1 contra o MK Dons.
Cohen começou bem a temporada 2016-17 sob a novo comando de Philippe Montanier, mas acabou tendo outra lesão. Posteriormente, confirmou-se que Cohen havia sofrido uma lesão na virilha em treinamento que exigia cirurgia, e ele ficaria fora por três meses.Cinco dias depois do seu regresso aos gramados, o Forest anunciou que Cohen havia assinado uma prorrogação de um ano em seu contrato com o clube.
Cohen anunciou sua aposentadoria do futebol no final da temporada 2017-18, depois de sofrer uma contusão. Ele jogou seu último jogo pelo Forest, entrando como substituto aos 89 minutos do dia 28 de abril de 2018.

## Estatísticas da Carreira
| Clube              | Temporada         | Liga              | Liga  | Liga | Copa da Inglaterra | Copa da Inglaterra | Copa da Liga | Copa da Liga | Outros | Outros | Total | Total |
| Clube              | Temporada         | Divisão           | Jogos | Gols | Jogos              | Gols               | Jogos        | Gols         | Jogos  | Gols   | Jogos | Gols  |
| ------------------ | ----------------- | ----------------- | ----- | ---- | ------------------ | ------------------ | ------------ | ------------ | ------ | ------ | ----- | ----- |
| West Ham United    | 2003–04           | First Division    | 7     | 0    | 0                  | 0                  | 0            | 0            | 0      | 0      | 7     | 0     |
| West Ham United    | 2004–05           | Championship      | 11    | 0    | 1                  | 0                  | 2            | 0            | 0      | 0      | 14    | 0     |
| West Ham United    | 2005–06           | Premier League    | 0     | 0    | —                  | —                  | 1            | 0            | —      | —      | 1     | 0     |
| West Ham United    | Total             | Total             | 18    | 0    | 1                  | 0                  | 3            | 0            | 0      | 0      | 22    | 0     |
| Yeovil Town (loan) | 2005–06           | League One        | 30    | 1    | 1                  | 0                  | —            | —            | —      | —      | 31    | 1     |
| Yeovil Town        | 2006–07           | League One        | 44    | 6    | 1                  | 1                  | 1            | 0            | 4      | 0      | 50    | 7     |
| Yeovil Town        | Total             | Total             | 74    | 7    | 2                  | 1                  | 1            | 0            | 4      | 0      | 81    | 8     |
| Nottingham Forest  | 2007–08           | League One        | 41    | 2    | 3                  | 0                  | 1            | 0            | 0      | 0      | 45    | 2     |
| Nottingham Forest  | 2008–09           | Championship      | 41    | 2    | 3                  | 1                  | 2            | 1            | —      | —      | 46    | 4     |
| Nottingham Forest  | 2009–10           | Championship      | 44    | 3    | 2                  | 0                  | 3            | 0            | 2      | 1      | 51    | 4     |
| Nottingham Forest  | 2010–11           | Championship      | 42    | 2    | 2                  | 0                  | 1            | 0            | 2      | 0      | 47    | 2     |
| Nottingham Forest  | 2011–12           | Championship      | 7     | 0    | 0                  | 0                  | 2            | 0            | —      | —      | 9     | 0     |
| Nottingham Forest  | 2012–13           | Championship      | 38    | 2    | 1                  | 0                  | 1            | 0            | —      | —      | 40    | 2     |
| Nottingham Forest  | 2013–14           | Championship      | 16    | 1    | 0                  | 0                  | 1            | 0            | —      | —      | 17    | 1     |
| Nottingham Forest  | 2014–15           | Championship      | 6     | 0    | 0                  | 0                  | 0            | 0            | —      | —      | 6     | 0     |
| Nottingham Forest  | 2015–16           | Championship      | 15    | 1    | 2                  | 0                  | 0            | 0            | —      | —      | 17    | 1     |
| Nottingham Forest  | 2016–17           | Championship      | 20    | 1    | 0                  | 0                  | 2            | 0            | —      | —      | 22    | 1     |
| Nottingham Forest  | 2017–18           | Championship      | 2     | 0    | 0                  | 0                  | 1            | 0            | —      | —      | 3     | 0     |
| Nottingham Forest  | Total             | Total             | 272   | 14   | 13                 | 1                  | 14           | 1            | 4      | 1      | 303   | 17    |
| Total da Carreira  | Total da Carreira | Total da Carreira | 364   | 21   | 16                 | 2                  | 18           | 1            | 8      | 1      | 406   | 25    |

## Títulos
Nottingham Forest
Individual
- Jogador do Ano do Nottingham Forest: 2008-09, 2012-13